# Judith d'Évreux
Judith d'Évreux (née vers 1040 et morte en 1076) est une aristocrate normande, comtesse de Sicile.

## Biographie
Judith est la fille de Guillaume d'Évreux et d'Hawise de Giroie, veuve de Robert Ier de Grantmesnil. Guillaume d'Évreux est le cousin germain de Guillaume le Conquérant, et sa mère la fille de Giroie, un riche baron normand,.
Son demi-frère Robert de Grandmesnil, abbé de Saint-Évroult, est son tuteur. Après une querelle avec le duc Guillaume en janvier 1061, Robert fuit la Normandie avec Judith, son frère et sa sœur, et part à Rome. Il se tourne vers Robert Guiscard, duc de Calabre, qui l'invite, lui et ses moines, à s'installer dans la région. Le frère du duc, Roger, futur conquérant de la Sicile musulmane, vient à la rencontre de Judith de Normandie, et la prend en mariage en décembre 1061, à Mileto.
Roger poursuit sa campagne en Sicile. En 1062, Judith le rejoint à Troina. Une troupe de Grecs attaque le camp normand en l'absence de Roger pour tenter d'emprisonner la comtesse Judith et ainsi obtenir le départ des Normands. La garnison résiste jusqu'au retour de Roger. Pendant quatre mois, les Normands affrontent, dans le froid et un certain dénuement, les Grecs rejoints par des Sarrasins. L'armée de Roger parvient finalement à reprendre le contrôle de Troina. Alors que Roger repart sur le continent pour obtenir des renforts, Judith prend le commandement de la citadelle.
En 1071, Roger obtient du pape la création du comté de Sicile, à la suite de quoi Judith devient comtesse de Sicile. Elle meurt en Sicile en 1076,.

## Descendance
Judith et Roger ont quatre filles :
1. Flandrine, promise ou mariée à Hugues de Gercé, jeune chevalier peut-être originaire de Jarzé ;
2. Mathilde de Hauteville, mariée au comte Robert d'Eu qui, répudiée, se remarie au comte Raymond IV de Toulouse ;
3. Adelise (ou Adelicia), mariée en 1086 à Henri de Monte Sant'Angelo, puissant baron normand d'Apulie ;
4. Emma († 1120), brièvement fiancée à Philippe Ier de France ; mariée d'abord à Guillaume VI, comte d'Auvergne puis à Rodulf, comte normand de Montescaglioso.